# Adler Capelli
Adler Capelli (San Pietro in Casale, Emília-Romanya, 8 de novembre de 1973) va ser un ciclista italià que va destacar especialment en el Ciclisme en pista on va aconseguir els majors èxits. Va participar en tres Jocs Olímpics d'estiu.
Del seu palmarès destaquen dos Campionat del món de persecució per equips.

## Palmarès en pista
- 1990
  -  Campió d'Itàlia en persecució júnior
  -  Campió d'Itàlia en quilòmetre júnior
- 1991
  -  Campió d'Itàlia en persecució júnior
  -  Campió d'Itàlia en quilòmetre júnior
- 1992
  -  Campió d'Itàlia en persecució per equips

- 1993
  -  Campió d'Itàlia en persecució per equips
- 1994
  -  Campió d'Itàlia en persecució per equips

- 1996
  -  Campió del Món en Persecució per equips (amb Cristiano Citton, Andrea Collinelli i Mauro Trentini)
- 1997
  -  Campió del Món en Persecució per equips (amb Cristiano Citton, Andrea Collinelli i Mario Benetton)

### Resultats a laCopa del Món
- 1998
  - 1r a Hyères, en Persecució per equips
- 2000
  - 1r a Torí, en Persecució per equips